# Amelécourt
Amelécourt là một xã trong vùng Grand Est, thuộc tỉnh Moselle, quận Château-Salins, tổng Château-Salins. Tọa độ địa lý của xã là 48° 50' vĩ độ bắc, 06° 30' kinh độ đông. Amelécourt nằm trên độ cao trung bình là 220 mét trên mực nước biển, có điểm thấp nhất là 202 mét và điểm cao nhất là 365 mét. Xã có diện tích 7,56 km², dân số vào thời điểm 2004 là 125 người; mật độ dân số là 16 người/km².

## Thông tin nhân khẩu
| 1962 | 1968 | 1975 | 1982 | 1990 | 1999 |
| ---- | ---- | ---- | ---- | ---- | ---- |
| 113  | 114  | 113  | 119  | 102  | 117  |